# Mâ Ananda Moyî
Nirmalâ Sundari Devî (30 avril 1896 à Kheora en Inde, (aujourd'hui au Bangladesh) - Kishanpur, 27 août 1982), plus tard nommée Mâ Ananda Moyî par Jyotish Chandra Ray ou Mâ Ananda Mayî, Sri Anandamayi Ma, est considérée dans l'hindouisme comme une grande sainte de l'Inde du XXe siècle, et perçue par ses disciples comme un avatar.

## Biographie
Elle naît dans une famille de vishnouites fervents, sa mère écrivait des poèmes mystiques et composait de la musique et son père avait été un ascète avant de fonder une famille. Mariée à 12 ans à Bholanâth, elle manifeste des expériences mystiques. Son mari devient dès lors le premier disciple de sa femme.
Ses disciples rapportent de nombreux miracles qu'elle aurait accomplis. Par exemple, dans leur préface de L'Enseignement de Mâ Ananda Moyî, Jean et Josette Herbert citent des cas où Mâ serait parvenue à allumer un feu par un simple geste, à faire cesser la pluie qui perturbe une cérémonie religieuse, à faire cacher le soleil par des nuages quand la chaleur devient trop forte, etc. 
Pour toute formation scolaire, elle alla à l'école primaire durant deux ans. Elle n'a « jamais acquis aucune connaissance des Écritures sacrées et aucune pratique spirituelle ne lui avait jamais été enseignée. » Malgré cela, elle semblait connaître toutes les voies.
À la question de son appartenance religieuse, Mâ Ananda Moyî répond : « tout ce que vous voudrez »

### L'initiation
De 1918 à 1923, elle décide de « jouer le rôle d'une ascète ». Traditionnellement, l'ascète passe par un apprentissage des techniques spirituelles comme les mantras ou le yoga mais, sans les avoir appris, elle aurait commencé à réciter les mantras ou à prendre des postures yogiques en méditation.
Selon l'ouvrage traduit par Josette Herbert, le 3 août 1922, elle se donna à elle-même l'initiation. Cette auto-initiation, est suivie de phénomènes d'extases pouvant durer jusqu'à 12 heures et pendant lesquels son corps serait devenu froid comme de la glace, puis au sortir du samadhi, tout son être paraissait submergé de joie. Elle n'aurait alors plus éprouvé le besoin de manger ou de dormir et n'aurait plus ressenti la douleur.

## Citations
- En réponse à certains disciples qui s'étonnent que Mâ reçoive autant de gens en prenant soin de leurs souffrances, elle répond : « Si vous pensez que cela m'est désagréable, c'est uniquement parce que vous faites une distinction entre votre corps et le leur. Vous ne ressentez pas comme un lourd fardeau de porter votre tête, vos mains et vos pieds, vos doigts, vos membres, parce que vous les considérez comme parties intrinsèques de votre propre corps ; de même je sens que toutes ces personnes sont des membres organiques de ce corps-ci (…). Je n'ai aucun sens de l'ego ni de la séparation. En moi, chacun de vous a dans une égale mesure la hauteur et la profondeur de l'éternité. »[4]
- Arnaud Desjardins déclare a son sujet dans le film « Ashrams » : « C'est l'être le plus étonnant qu'il m'ait jamais été donné de rencontrer »[11].

## Témoignages
Atmananda, dans son livre Voyage vers l'immortalité, fait de nombreuses descriptions de « Mataji » (surnom affectueux parfois donné à Mâ Ananda Moyî). Par exemple, pour décrire leur première rencontre en 1943 : « Il émanait d'Elle une joie et une beauté absolues ; Sa longue chevelure noire tombait sur Ses épaules et le long de Son dos ; Son visage s'éclairait d'un sourire radieux. Elle m'adressa quelques mots et je remarquai qu'Elle ne me traitait pas comme une étrangère, mais comme si je Lui étais familière ».
Vijayananda, dans son livre Un Français dans l'Himalaya, décrit lui aussi sa première rencontre avec Mâ en 1951 : « Elle paraissait être la pensée divine incarnée. C'était elle qui posait les questions, claires, précises, allant droit au cœur des choses, soulevant exactement les points qui me touchaient, mais ces mots n'étaient qu'un jeu de surface. Durant ces vingt minutes, elle m'avait infusé quelque chose qui était destiné à durer longtemps, qui dure toujours (…). [Rentré à l'hôtel] son image ne m'a plus quitté, même la nuit, et le seul fait de penser à elle me remplissait les yeux de larmes »
Ses disciples se demandent encore si Mâ était un avatar. À ce sujet, dans son livre Voyage vers l'immortalité, Atmananda cite le dialogue suivant:
Question : « Est-il juste de considérer que vous êtes Dieu ? »
Ma Anandamayi : « Dieu seul existe ; chaque chose et chaque être n'est qu'une forme de Dieu. Il est venu donner le darshan également sous votre apparence. »
Un dialogue similaire est reproduit dans le livre de Bithikâ  Mukerji, En compagnie de Mâ Anandamayî, page 158: « Un visiteur, journaliste irlandais, lui demanda franchement : 'Est-ce que j'ai raison de penser que vous êtes Dieu ?'. Shrî Mâ répondit : « Il n'y a rien si ce n'est Lui ; tous et tout ne sont que des formes de Dieu. À l'intérieur de votre personne aussi, tout n'est qu'une forme de Dieu. Dans d'autres personnes aussi, Il est descendu pour donner Son darshan. »
Elle a eu comme disciple Denise Desjardins et aurait eu une forte "influence psychique" sur cette dernière. Elle déclarera : « Les autres, à part Mâ, me paraissaient emprisonnés dans un filet dont je m'étais échappée. » Ou encore : « Son regard se faisait terrible, terrifiant… Cette lutte a duré longtemps, jusqu'au moment où j'ai senti que Mâ était la plus forte et que l'expérience s'en allait. Ce fut terrible pour moi. »

### Textes
- L'enseignement de Mâ Ananda Moyî, traduction de Josette Herbert, (collection Spiritualités vivantes), édition Albin Michel, 1988, réimprimé en 2004 : transcriptions de dialogues entre Mâ et des disciples. La préface de ce livre contient une biographie très documentée ;  (ISBN 2-226-15178-8).
- Aux sources de la joie, Albin Michel, 1996 (première édition en 1943) : recueil de paroles de Mâ traduites en français par Jean Herbert à partir d'un livre de J.-C. Roy et H.R Joshi ;  (ISBN 2-226-08790-7)
- Ce Corps, traduction de Jean-Yves Leloup et Jean-Claude Marol, (paroles de Ma Anandamayi et Jésus), édition Altess, 1999;  (ISBN 2-84243-041-7).

### Études sur Mâ Ânanda Moyî
- Jean-Claude Marol, La Saturée de joie / Ananda Moyi, Dervy, 2001;  (ISBN 2-84454-105-4).
- Dingra, Visages de Mâ Ânanda Moyî, Éditions du Cerf, 1990.
- Jad Hatem, Trois Saintes : Râbi‘a al-‘Adawiyya, Marie des Vallées, Mâ Ananda Moyî, Beyrouth, Saer al Machrek,  2021.

### Autres
- Voyage vers l'immortalité, Éditions Accarias L'originel, 2003 : témoignage d'Atmananda, une Occidentale qui a vécu en compagnie de Mâ Ananda Moyî à partir de 1943 ;  (ISBN 2-86316-104-0)
- Un français dans l'Himalaya Itinéraire avec Mâ Ananda Môyî, Éditions Terre du Ciel, 1997 : témoignage de Vijayananda, médecin français qui a rencontré Mâ dans les années 1950 ;  (ISBN 2-908933-12-8)
- En compagnie de Mâ Anandamayî, Éditions Âgamât, 2007, par Bithikâ Mukerjî, ancienne professeure de philosophie à l'Université Hindoue de Bénarès ;  (ISBN 978-2-911166-22-8). Ce livre contient un recensement très complet des différents documents disponibles sur Mâ Anandamayî.

## Sources
- Revue Monades, Spiritualité et Tradition : mai-juin 2004, p. 39-46,  (ISSN 1639-7258)